# Hybrydyzacja Southerna

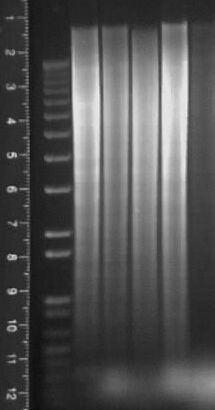
Uwidocznienie w świetle UV pierwszego etapu hybrydyzacji Southerna (na obrazie żel agarozowy po elektroforezie z widocznym markerem masy cząsteczkowej i czterema próbkami, wybarwiony barwnikiem interkalującym np. bromkiem etydyny).

Hybrydyzacja Southerna – stosowana w biologii molekularnej metoda służąca do wykrywania określonych fragmentów DNA. Jej nazwa pochodzi od nazwiska Edwina Southerna, który ją opisał i przedstawił w roku 1975. 
Aby ją wykonać, należy przeprowadzić elektroforetyczne rozdzielenie mieszaniny fragmentów DNA (na przykład po cięciu enzymami restrykcyjnymi) i umieścić je w alkalicznym buforze, który wywoła denaturację DNA. Następnie całość przenosi się na nylonową błonę. Po odpowiednim spreparowaniu tej błony z DNA wykonuje się hybrydyzację z sondą molekularną, a następnie uwidacznia się (odpowiednią metodą znakowania) szukane fragmenty DNA.
Badanie to można przeprowadzić w sposób pozwalający określić ilość DNA w badanej próbce. Wówczas siłę sygnału przekłada się na poziom DNA obecnego w badanej próbce. Hybrydyzację Southerna stosuje się, między innymi, po cięciu DNA enzymami restrykcyjnymi lub po łańcuchowej reakcji polimerazy z użyciem mało specyficznych starterów lub w celu wykrycia obcego DNA w badanym organizmie (na przykład DNA wirusa u człowieka).